# Dan Oliver
Dan Oliver (* vor 1990) ist ein australischer Spezialeffektkünstler.
Dan Oliver ist seit Anfang der 1990er Jahre als Spezialeffektkünstler bei internationalen Filmproduktionen im Einsatz. Zu seinen Aufgaben gehören Regen-, Wind-, Hitze- und Nebel-Atmosphären sowie Pyro- und Feuereffekte.
2016 wurde er zusammen mit Andrew Jackson, Andy Williams und Tom Wood für die visuellen Effekte des Films Mad Max: Fury Road für den Oscar, den Saturn-Award und den British Academy Film Award nominiert. Eine weitere Nominierung für diesen Preis erfolgte 2022 für den Film Shang-Chi and the Legend of the Ten Rings.

## Filmografie (Auswahl)
- 1994: Rapa Nui – Rebellion im Paradies (Rapa Nui)
- 1998: Schweinchen Babe in der großen Stadt (Babe: Pig in the City)
- 2000: Mission: Impossible II
- 2000: Red Planet
- 2001: Moulin Rouge
- 2003: Matrix Reloaded
- 2003: Matrix Revolutions
- 2005: Stealth – Unter dem Radar (Stealth)
- 2006: Superman Returns
- 2009: X-Men Origins: Wolverine
- 2013: Der große Gatsby (The Great Gatsby)
- 2015: Mad Max: Fury Road
- 2016: Gods of Egypt
- 2021: Shang-Chi and the Legend of the Ten Rings